# Sa Ma Kha
Sa Ma Kha (chữ Hán: 沙摩柯; ?-222) là thủ lĩnh của bộ lạc Ngũ Khê quận Vũ Lăng thuộc Kinh Châu trong thời kỳ Tam Quốc của lịch sử Trung Quốc.

## Tiểu sử
Sa Ma Kha được ghi lại với các danh hiệu Man vương, Hồ vương hay Phiên vương. Theo Lê Đông Phương trong Kể chuyện Tam Quốc (细说三国, Tế thuyết Tam Quốc) thì tên của nhân vật này là Ma Sa Kha (摩沙柯) . Sử sách chép rất ít về ông.
Năm 221, quân Thục Hán dưới quyền Ngô Ban, Phùng Tập tiến vào Kinh Châu, các bộ lạc Ngũ Khê hướng về quân Thục Hán thần phục. Lưu Bị phái Mã Lương đến thu phục các bộ lạc Ngũ Khê, ban cho quan chức, tước vị. Năm 222, quân Đông Ngô đánh bại quân Hán tại Hào Đình, Trương Nam, Phùng Tập cùng Sa Ma Kha đều tử trận.

## TrongTam Quốc diễn nghĩa
Trong tác phẩm Tam Quốc diễn nghĩa của La Quán Trung, Sa Ma Kha được mô tả với ngoại hình khá dữ tợn:...dẫn đầu một toán quân rợ, người nào cũng xù tóc, đi chân không, đeo cung tên, tay cầm giáo dài, đao, búa, mộc, tướng đi đầu chính là vua Phiên Sa Ma Kha, mặt đỏ như phun tuyết, mắt biếc lồi ra ngoài, tay cầm một cái dùi tật lê bằng sắt, lưng đeo hai bộ cung, oai phong dữ tợn.
Khi Lưu Bị tấn công Đông Ngô, ông sai sứ ra Ngũ Khê mượn năm vạn quân rợ để tiếp ứng. Man vương Sa Ma Kha mang vài vạn quân rợ hỗ trợ cho Lưu Bị. Trong những trận đánh đầu tiên, tướng Cam Ninh đang dưỡng bệnh ở trong thuyền, nghe quân Thục rầm rộ kéo đến dẫn đầu là Sa Ma Kha, Cam Ninh thấy thế quân đối phương rất lớn nên không dám đánh mà quay ngựa chạy, bị Vua Phiên bắn một phát trúng vào giữa sống óc. Cam Ninh đeo cả tên mà chạy, đến mãi cửa sông Phú Trì thì chết và bị đàn quạ bâu vào kín cả thi thể.
Khi tỳ tướng Thuần Vu Đan của Đông Ngô theo lệnh của Lục Tốn tập kích trại Thục, bị chống trả, Thuần Vu Đan tháo đường chạy thoát, tổn hại hơn nửa quân. Khi đang chạy lại gặp một đội quân Man, tướng đi đầu chính là Sa Ma Kha. Thuần Vu Đan cố đánh mới thoát chết.
Sau khi Lục Tốn thành công trong việc hỏa thiêu doanh trại của quân Thục ở Hào Đình, quân Thục chết hại rất nhiều, Man vương Sa Ma Kha tế ngựa chạy trốn nhưng gặp Chu Thái, hai bên giao phong được hơn hai mươi hiệp, thì Sa Ma Kha bị Chu Thái giết chết.